# Sindrome di Loeys-Dietz
La sindrome di Loeys-Dietz (LDS) è una malattia autosomica dominante del tessuto connettivo. Ha caratteristiche simili alla sindrome di Marfan e alla sindrome di Ehlers-Danlos . Il disturbo è caratterizzato da aneurismi nell'aorta, sovente nei bambini, e l'aorta può anche subire una dissezione improvvisa negli strati indeboliti della parete dell'aorta. Aneurismi e dissezioni possono anche verificarsi in arterie diverse dall'aorta. Poiché gli aneurismi nei bambini tendono a rompersi presto, i bambini sono maggiormente a rischio di morte se la sindrome non viene identificata. La chirurgia per riparare gli aneurismi aortici è essenziale per il trattamento.
Esistono cinque tipi di sindrome di Loeys-Dietz , etichettati da I a V, che si distinguono per la loro causa genetica. Il tipo 1, tipo 2, tipo 3, tipo 4 e tipo 5 sono causati rispettivamente dalle mutazioni  in TGFBR1, TGFBR2, SMAD3, TGFB2 e TGFB3 . Questi cinque geni che codificano per trasformare i fattori di crescita svolgono un ruolo nella segnalazione cellulare che promuove la crescita e lo sviluppo dei tessuti del corpo. Le mutazioni di questi geni causano la produzione di proteine senza funzione. Le cellule della pelle per le persone con sindrome di Loeys-Dietz non sono in grado di produrre collagene, la proteina che consente alle cellule della pelle di essere forti ed elastiche. Questo fa sì che questi individui siano sensibili a diverse lacerazioni della pelle come le ernie. Sebbene il disturbo abbia un modello di ereditarietà autosomica, questo disturbo deriva da una nuova mutazione genetica nel 75% dei casi e si verifica in persone senza storia del disturbo nella loro famiglia. In altri casi viene ereditato da un genitore interessato.
La sindrome di Loeys-Dietz è stata identificata e caratterizzata dai genetisti pediatrici Bart Loeys e Harry "Hal" Dietz alla Johns Hopkins University nel 2005.

## Segni e sintomi
La sindrome di Loeys-Dietz ha una notevole variabilità nel fenotipo, da caratteristiche lievi a gravi anomalie sistemiche. Le manifestazioni primarie della sindrome di Loeys-Dietz sono tortuosità arteriosa (decorso sinuoso dei vasi sanguigni), occhi molto distanziati ( ipertelorismo ), ugola larga o divisa e aneurismi alla radice aortica. Altre caratteristiche possono includere il palatoschisi e un aspetto blu / grigio del bianco degli occhi. Difetti cardiaci e piede torto possono essere notati alla nascita.
Esistono sovrapposizioni nelle manifestazioni delle sindromi di Loeys-Dietz e Marfan, incluso un aumento del rischio di aneurisma dell'aorta ascendente e dissezione aortica, arti e dita anormalmente lunghi ed ectasia durale (un allungamento graduale e un indebolimento della dura madre che può causare dolore addominale e alle gambe). L'ipertelorismo (occhi ben distanziati), l'ugola bifida o divisa e le alterazioni cutanee (ad esempio la facilità a sviluppare lividi o cicatrici anomale) possono aiutare a distinguere Loeys-Dietz dalla sindrome di Marfan.
Le persone colpite spesso sviluppano problemi correlati al sistema immunitario come allergie al cibo, asma, febbre da fieno e disturbi infiammatori come l'eczema o la malattia infiammatoria intestinale.
I risultati della sindrome di Loeys – Dietz possono includere:
- Malformazioni scheletriche / spinali: craniosinostosi, scoliosi, instabilità spinale e spondilolistesi, cifosi
- Anomalie sternali: pectus excavatum, pectus carinatum
- Contratture di dita delle mani e dei piedi ( camptodattilia )
- Dita lunghe e articolazioni rilassate
- Muscoli oculari indeboliti o mancanti ( strabismo )
- Piede equino
- Fusione prematura delle ossa del cranio ( craniosinostosi )
- Ipermobilità articolare
- Problemi cardiaci congeniti tra cui il dotto arterioso pervio (connessione tra l'aorta e la circolazione polmonare) e il difetto del setto atriale (connessione tra le camere cardiache)
- Traslucenza della pelle con consistenza vellutata
- Giunzione anormale del cervello e del midollo ( malformazione di Arnold-Chiari )
- Valvole aortiche bicuspide
- Arterie polmonari incrociate

## Causa

### Tipologia
Sono state identificate diverse cause genetiche della sindrome di Loeys-Dietz. Una mutazione de novo nel TGFB3, un ligando della via TGF ß, è stata identificata in un individuo con una sindrome che presentava sintomi parzialmente sovrapposti con la sindrome di Marfan e la sindrome di Loeys-Dietz.
| Tipologia | Gene   | locus genico | OMIM   | Descrizione                                            |
| 1A        | TGFBR1 | 9q22         | 609192 | Conosciuto anche come malattia di Furlong              |
| 1B        | TGFBR2 | 3p22         | 610168 |                                                        |
| 2A        | TGFBR1 | 9q22         | 608967 |                                                        |
| 2B        | TGFBR2 | 3p22         | 610380 | Precedentemente noto come sindrome di Marfan di tipo 2 |
| 3         | SMAD3  |              | 613795 | Conosciuto anche come sindrome da aneurismi-artrosi    |
| 4         | TGFB2  |              | 614816 |                                                        |
| 5         | TGFB3  |              | 615582 |                                                        |

## Diagnosi
La diagnosi comporta la considerazione delle caratteristiche fisiche e dei test genetici. La presenza di ugola divisa è una caratteristica differenziante dalla sindrome di Marfan, nonché la gravità dei difetti cardiaci. I pazienti con Sindrome di Loeys–Dietz hanno un coinvolgimento cardiaco più grave ed è consigliabile che siano trattati in anticipo per l'aorta allargata a causa dell'aumentato rischio di rottura precoce nei pazienti di Loeys-Dietz. Poiché diverse persone esprimono diverse combinazioni di sintomi e la sindrome è stata identificata per la prima volta nel 2005, molti medici potrebbero non essere consapevoli della sua esistenza.

## Trattamento
Poiché non esiste una cura nota, la sindrome di Loeys-Dietz è una condizione permanente. A causa dell'elevato rischio di morte per rottura dell'aneurisma aortico, i pazienti devono essere seguiti attentamente per monitorare la formazione dell'aneurisma, che può quindi essere corretta con la radiologia interventistica o la chirurgia vascolare.
Precedenti ricerche su topi di laboratorio hanno suggerito che il losartan (antagonista del recettore dell'angiotensina II ), che sembra bloccare l'attività del TGF-beta, può rallentare o arrestare la formazione di aneurismi aortici nella sindrome di Marfan. Un ampio studio clinico sponsorizzato dal National Institutes of Health è attualmente in corso per esplorare l'uso del losartan per prevenire gli aneurismi nei pazienti con sindrome di Marfan. Sia la sindrome di Marfan che la sindrome di Loeys-Dietz sono associate ad un aumento del segnale TGF-beta nella parete del vaso. Pertanto, losartan è anche promettente per il trattamento della sindrome di Loeys-Dietz. In quei pazienti in cui il losartan non sta arrestando la crescita dell'aorta, l'irbesartan ha dimostrato di funzionare ed è attualmente allo studio e prescritto per alcuni pazienti con questa condizione.
Se è presente un aumento della frequenza cardiaca, a volte viene prescritto l'atenololo per ridurre la frequenza cardiaca per prevenire un'ulteriore pressione sul tessuto dell'aorta. Allo stesso modo, l'attività fisica intensa è scoraggiata nei pazienti, in particolare il sollevamento pesi e gli sport di contatto.

## Epidemiologia
L'incidenza della sindrome di Loeys-Dietz non è nota; tuttavia, i tipi 1 e 2 sembrano essere i più comuni.